# Джингъл Белс
Джингъл Белс (Jingle Bells) е една от най-известните и най-често изпявани песни в света, посветени на зимата. Написана е от Джеймс Лорд Пиърпонт (1822-1893) и е публикувана под името Уан Хорс Оупън Слей (One Horse Open Sleigh) през есента на 1857 година. Въпреки че често е възприемана като коледна песен, тя всъщност е написана и изпята за Деня на благодарността. Тъй като е изключително популярна в периода около Деня на Благодарността, тя се пее и по Коледа, което води до объркването ѝ с типичните коледни песни.